# Minhonha
Minhonha (ur. 3 listopada 1966) – angolski piłkarz występujący na pozycji obrońcy. 

## Kariera klubowa
W swojej karierze Minhonha występował między innymi w zespole Primeiro de Maio.

## Kariera reprezentacyjna
W latach 1994–1996 w reprezentacji Angoli Minhonha rozegrał 10 spotkań. W 1996 roku został powołany do kadry na Puchar Narodów Afryki, zakończony przez Angolę na fazie grupowej. Zagrał na nim w meczu z Kamerunem (3:3).